# Так народжується пісня
Так народжується пісня (азерб. Mahni belə yaranir) — радянська біографічна кінодрама 1957 року, знята на Бакинській кіностудії.

## Сюжет
Фільм розповідає про життя і творчість народного ашуга Дагестану Сулеймана Стальського. Один з перших кольорових фільмів Азербайджанської РСР.

## У ролях
- Костянтин Сланов — Сулейман Стальський
- Володимир Тхапсаєв — Гара Магома
- Афанасій Кочетков — Максим Горький
- Мамедалі Веліханли — Бадірхан
- З. Абіхасанова — Маріат
- Атамоглан Рзаєв — Ханапі
- Ш. Монтешев — Гарун
- З. Галазова — Айна
- А. Гурумов — Хізрі
- Алекперов Гусейн-заде — Молла Гаджимед
- Алі Курбанов — сліпий ашуг
- А. Сарукаєв — сільський ашуг
- Фатех Фатуллаєв — Мюлкадар
- Сергій Якушев — епізод
- А. Сланов — епізод
- Сулейман Тагі-заде — епізод
- М. Рашидханов — епізод
- С. Джетере — епізод
- С. Лазарев — епізод
- Віра Шир'є — епізод
- Микаїл Микаїлов — Бічерахов
- І. Марков — епізод
- Т. Сидорова — епізод
- С. Токар — епізод
- Садихов Гусейнов — Сарнішин
- Аббас Рзаєв — Фахла

## Знімальна група
- Автор сценарію: Роман Фатуєв
- Режисери-постановники: Рза Тахмасіб, Микаїл Микаїлов
- Оператори-постановники: Тейюб Ахундов, Джаваншира Мамедов
- Художник-постановник: Надір Зейналов
- Композитор: Ніязі
- Звукооператор: Азіз Шейхов
- Художник-костюмер: Алі-Саттар Атакішиєв
- Оркестр: Азербайджанський державний симфонічний оркестр імені Узеїра Гаджибекова
- Диригент: Ніязі
- Директор фільму: Данило Євдаєв
- Вокал: Шовкет Алекперова